# Grotte des Nibelungen
La Grotte des Nibelungen est une œuvre sculpturale aujourd'hui détruite située dans le parc de la Villa Hammerschmidt à Bonn.

## Description
Du temps de sa réalisation, le propriétaire de l'édifice était un fabricant de sucre du nom Leopold Koenig. Construite vers 1880 (date du permis de construire), elle représente une scène de l'opéra L'Or du Rhin, créé en 1869, première pièce de la tétralogie L'Anneau du Nibelung de Richard Wagner. 
La vue de la grotte depuis la promenade du Rhin était par ailleurs un cliché récurrent des cartes postales à l'époque de la Rheinromantik (« romantisme rhénan »).

## Histoire

### Destruction
C'est en 1950, sur demande du président fédéral de l'époque, Theodor Heuss que les personnages furent retirés rendant la grotte méconnaissable.

### Vestiges

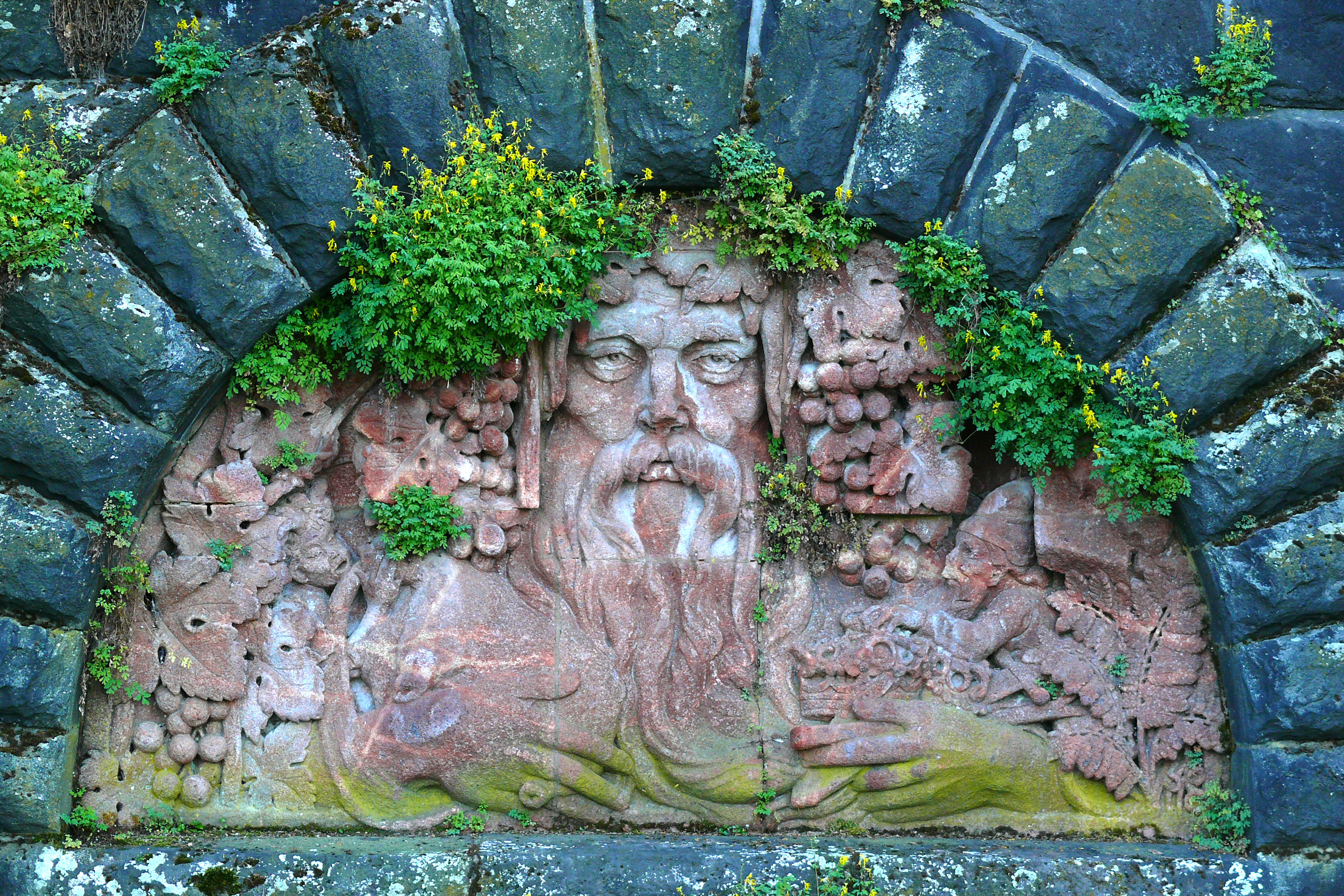
sous l'escalier menant à la Tempelstraße à Bonn.

Les restes de la grotte se situent aujourd’hui à la 6e station du sentier des planètes (Jupiter) sur la promenade du Rhin et sont aujourd’hui recouverts par la végétation.
Cependant il subsiste encore, sur la promenade du Rhin, à quelques mètres de l'ancien emplacement de la Grotte des Nibelungen, une frise du XIXe siècle. Située sur l'escalier menant à la Tempelstraße, elle représente également une scène de l'opéra L'Or du Rhin de Richard Wagner : le nain Alberich du peuple des Nibelungen bondit et arrache l'or du Rhin au Vater Rhein (« Père Rhin ») ; en arrière-plan, l'une des filles du Rhin observe la scène, inquiète.